# Жупанија Ботошани
Ботошани (рум. Județul Botoșani) је жупанија у североисточном делу Румуније. Управно средиште жупаније је истоимени град, а битни су и градови Дорохој, Дарабани и Фламанзи.

## Положај
Ботошани је погранична жупанија према Републици Молдавији ка истоку и према Украјини ка северу. Жупанију са других страна окружују следеће жупаније:
- ка југу: Јаши
- ка западу: Сучава

## Природни услови
Жупанија Ботошани је у покрајини Молдавија. Жупанија се налази у области молдавског побрђа, типичног за ову историјску покрајину. Река Прут је жупанијска и државна граница на истоку, ка Републици Молдавији. Важна је и река Сирет, која протиче кроз западни део жупаније.

## Становништво
| 1948.   | 1956.   | 1966.   | 1977.   | 1992.   | 2002.   | 2011.   | 2021.   |
| ------- | ------- | ------- | ------- | ------- | ------- | ------- | ------- |
| 385.236 | 428.050 | 452.406 | 451.217 | 461.305 | 452.834 | 412.626 | 392.821 |

Према попису из 2021. године, жупанија Ботошани је имала 392.821 становника што је за 19.805 мање (-4,80%) у односу на 2011. када је на попису било 412.626 становника. По броју становника је 20. највећа од 41 румунске жупаније (21. рачунајући и Букурешт).
Према последњем попису из 2021. године, већину становништва чинили су Румуни (89,07%), а од мањина највише је било Рома (1,17%) и Украјинаца (0,40%). У свим административно-територијалним јединицама већину су чинили Румуни.
| Етнички састав према попису из 2021.‍ | Етнички састав према попису из 2021.‍ | Етнички састав према попису из 2021.‍ | Етнички састав према попису из 2021.‍ | Етнички састав према попису из 2021.‍ |
| ------------------------------------ | ------------------------------------ | ------------------------------------ | ------------------------------------ | ------------------------------------ |
|                                      |                                      |                                      |                                      |                                      |
| Румуни                               | Румуни                               |                                      | 349.889                              | 89,07%                               |
| Роми                                 | Роми                                 |                                      | 4.606                                | 1,17%                                |
| Украјинци                            | Украјинци                            |                                      | 1.587                                | 0,40%                                |
| Липовани                             | Липовани                             |                                      | 587                                  | 0,15%                                |
| Остали                               | Остали                               |                                      | 350                                  | 0,09%                                |
| Непознато                            | Непознато                            |                                      | 35.802                               | 9,11%                                |